# سمفونی شماره ۱ (راخمانینوف)

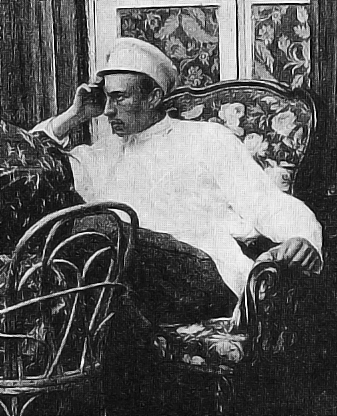
شکست سمفونی شماره ۱ در عرصه عمومی به احتمال زیاد دلیل فروپاشی روانی راخمانینوف بود که افسردگی آن تا پایان عمر آهنگساز با وی همراه بود.

سمفونی شماره ۱ در ر مینور، اپوس ۳۱، اثر سرگئی راخمانینوف آهنگساز روس است که آن را بین ژانویه تا اکتبر ۱۸۹۵ در نزدیکی شهر تامبوف در روسیه تصنیف کرد. با وجود اولین بازخوردهای ضعیف از این اثر، این سمفونی هم‌اکنون یکی از آثار پویا در موسیقی سمفونیک روسی به حساب می‌آید. رابرت سیمپسون آهنگساز بریتانیایی، سمفونی شماره ۱ راخمانینوف را یک اثر قدرتمند در نوع خود، الهام گرفته از برودین و چایکوفسکی می‌داند که کاملاً مطمئن، شخصی و ظریف تصنیف شده و به یک بیان قهرمانانه و تراژیک دست‌یافته که بسیار بالاتر از تجربیات موسیقی بعدی اوست.
اولین اجرای این سمفونی در سنت‌پترزبورگ در ۲۸ مارس ۱۸۹۷ با دلایلی همانند تمرین کم و اجرای ضعیف رهبر ارکستر الکساندر گلازونف یک شکست مطلق بود. راخمانینوف بعد از این اجرا دچار فروپاشی روانی شد؛ اما تلاشی هم برای از بین بردن پارتیتورها نکرد. نت‌ها در تا زمانی که راخمانینوف روسیه را در سال ۱۹۱۷ ترک کرد در آنجا باقی ماندند و بعد از آن گم شدند. بعد از مرگ راخمانینوف در سال ۱۹۴۴، بخش‌های جداگانه سمفونی پیدا شدند و برای بازسازی دوباره پارتیتور مورد استفاده قرار گرفتند. دومین اجرای سمفونی در روز ۱۷ اکتبر ۱۹۴۵ در کنسرواتوار مسکو با رهبری الکساندر گائوک به انجام رسید. بعد از ارزیابی‌های مجدد، سمفونی شماره ۱ راخمانینوف به‌طور مکرر به اجرای عمومی درآمد و ضبط شد.

## پیش‌زمینه

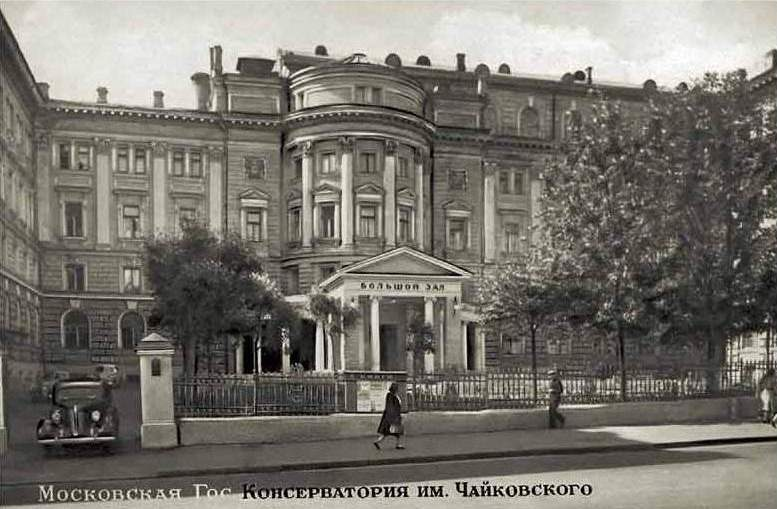
کنسرواتوار مسکو که راخمانینوف در سال ۱۸۹۱ از آن فارغ‌تحصیل شد.

سمفونی شماره ۱ راخمانینوف در واقع دومین تلاش وی برای تصنیف یک سمفونی بود. در طی سالهای ۱۸۹۰ تا ۱۸۹۱ که آخرین سال حضور راخمانینوف در کنسرواتوار مسکو بود، آنتون آرنسکی، یکی از استادان آهنگسازی در کنسرواتوار به وی مأموریت یافت تا یک سمفونی را به عنوان تمرین تصنیف کند. راخمانینف بعدها به زندگینامه نویس اسکار فون ریسمان گفت که کار را در آن زمان به پایان رسانده بود. با این حال، نت‌های سه موومان از چهار موومان بعد از آن ناپدید شد. تنها موومانی که باقی مانده بود تقریباً ۱۲ دقیقه طول می‌کشید و پس از مرگ راخمانینوف در سال ۱۹۴۷ با عنوان سمفونی جوانان راخمانینف منتشر شد. این اثر به شکل سوناتای سنتی نوشته شده و از موومان آغازین سمفونی چهارم چایکوفسکی الهام گرفته شده بود. راخمانینف بعدها به زندگی‌نامه‌نویس خود گفت که نه آرنسکی و نه استاد دانشگاه سرگئی تانیف علاقه خاصی به کار اون نشان ندادند، شاید به دلیل عدم وجود فردیت در موسیقی آن. اولین کنسرتوی پیانو که بعداً در سال ۱۸۹۱ نوشت، نشانه بهتری از توانایی او در تصنیف کارهای عظیم موسیقی بود و رونویسی او (۱۸۹۴) از سمفونی مانفرد اثر چایکوفسکی به یک اثر پیانوی دونفره باعث شد بیشتر در معرض منتقدان موسیقی قرار گیرد.

## تصنیف

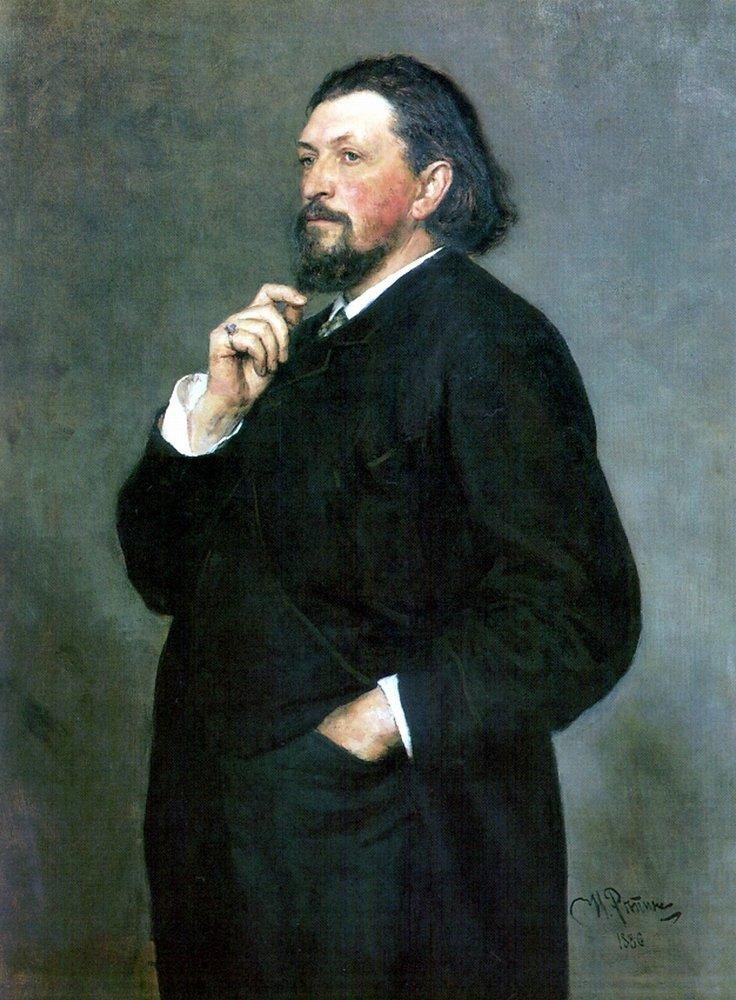
تصویری از راخمانینوف

بعد از پایان تصنیف کاپریس بوهمی، راخمانینوف به فکر تصنیف آنچه که اولین سمفونی‌اش بود در سپتامبر ۱۸۹۴ افتاد. او سمفونی را بین ژانویه و اکتبر ۱۸۹۵ ساخت که مدت زمان غیرمعمولی برای وی به منظور آهنگسازی بود؛ پروژه ظاهراً بسیار چالش‌برانگیز به نظر می‌آمد. در نامه‌ای از ایوانووکا در ۲۹ ژوئیه، راخمانینوف شکایت می‌کند که با وجود هفت ساعت کار در روز باز هم پیشرفت کاری پایین است. تا سپتامبر همان سال، تعداد ساعات کاری راخمانینوف برای تصنیف این سمفونی به ده ساعت در روز رسیده بود. با این‌حال سمفونی یکم قبل از ۷ اکتبر که راخمانینوف ایوانووکا را ترک کرد تکمیل شده بود.
مدت زمان طولانی که راخمانینوف برای ساختن سمفونی نیاز داشت با تأخیر در اجرای آن همراه بود. در سال ۱۸۹۵ او با نیکوکار اهل موسیقی، میتروفان بلیایف ملاقات کرد که علاقه او به برنامه‌ریزی قطعه ای از موسیقی راخمانینوف منجر به اجرای سمفونی The Rock در کنسرت‌های سمفونیک روسیه در سن پترزبورگ شده بود. در سال ۱۸۹۶ و با تشویق تانیف و گلازونوف، بلیایف توافق کرد که سال بعد از آن برای اجرای سمفونی راخمانینوف برنامه‌ریزی کند. با این حال، هنگامی که راخمانینف برای تانیف سمفونی خود را با پیانو می‌نواخت، آهنگساز پیشکسوت شکایت می‌کند: «این ملودی‌ها شل و بی رنگ هستند - با آنها کاری نمی‌توان انجام داد.» راخمانینوف تغییراتی را در سمفونی وارد کرد، اما تانیف ناراضی بود. پس از مشاوره بیشتر با تانیف، وی اصلاحات بیشتری را انجام داد؛ از جمله این که موومان‌های آهسته را گسترش بیشتری داد.

## ساختار و تحلیل
این سمفونی برای ۳ فلوت (سومی فلوت پیکولو)، دو ابوا، دو کلارینت در B ♭، دو فاگوت، ۴ کر در F، سه ترومپت در B ♭، سه ترومبون، توبا، تیمپانی، سنج، طبل باس (موومان ۱، ۲ و ۴)، مثلث (فقط موومان ۲ و ۴)، طبل کوچک، دایره زنگی، گونگ (فقط حرکت ۴) و سازهای زهی. یک اجرای معمولی به مدت تقریباً ۴۵ دقیقه به طول می‌انجامد.

### Allegro non troppo (ر مینور)
بعد از یک مقدمه کوتاه (فقط هفت میزان) لحن سمفونی مشخص می‌شد: قوی و شراره زننده. در آن دو مورد آشنا دیده می‌شوند که در کل کار تکرار می‌شوند: یک نت موسیقایی که با یک گروپتو دنبال می‌شود و تمی آشنا از موسیقی قرون وسطایی روز خشم. مورد دوم به تم غالب در Allegro تبدیل می‌شود، که توسط سازهای ارکسترال با الهام از چایکوفسکی توسعه و تکامل یافته‌است.
تم دوم (Moderato) در ویولن از نظر ملودیک ساختار جالبی دارد که از مقیاس کولی (با دوم افزوده) استفاده می‌کند. همچنین به دلیل ابهامی که در تناوب خود دارد، از نظر هماهنگی غیرمعمول است. این مضمون توسط کل ارکستر در یک fortissimo ناگهانی و قدرتمند تکرار می‌شود، که منجر به اوج گرفتن اولین تم می‌شود. در تکرار تم، ملودی گروپتو با سماجتی دوباره ظاهر می‌شود.

### Allegro animato (فا ماژور)
موومان دوم یک اسکرتسوی خارق‌العاده است که با ملودی گروپتو و یادآوردی‌های ملودیکی از روز خشم آغاز می‌شود. تم اصلی موومان یک ملودی کوتاه‌است که ما آن را به‌طور جایگزین زیر فرم اصلی‌اش و فرم معکوس‌اش می‌شنویم؛ اما فرم معکوس آن به‌طور خلاصه و متناوب در متن دیده می‌شود و با تکان‌های ارکستر که که پیش‌زمینه موسیقی و بیان آن را تشکیل می‌دهند فاصله می‌یابد. در میانه موومان ملودی گروپتو دوباره پدیدار می‌شود و تم جدیدی را ایجاد می‌کند که توسط یک ویولن سولو در چندین میزان فضایی کولی‌وار را ایجاد می‌کند.

### Larghetto (سی بمل ماژور)
به نظر می‌آید که در آرامش این موومان، حتی گروپتو هم خشم و صلابت خود را از دست داده‌است. کلارینت ملودی آسان و نرمی را می‌سراید، اما در میانه موومان، طوفان‌هایی با هارمونی تیره و تار کر (البته سوردین) به گوش می‌رسد.

### Allegro con fuoco (ر ماژور)
ملودی گروپتو به موومان آخر دوباره هیجان و خشم می‌بخشد. سازهای برنجی و ریتم مارشی موومان، دوباره تم روز خشم را القا می‌کنند.
یک قطعه آرام Con anima همراه با ملودی در ویلون‌ها نواخته می‌شد که به تدریج به نت‌های بالاتر می‌رود. سازهای برنجی به دنبال تغییر در قسمت میانی (Allegro mosso) نقش برجسته‌ای را در موسیقی ایفا می‌کنند.